# هلمت
هلمت (به انگلیسی: Halmat) یک روستا در پاکستان است که در Neelum District واقع شده‌است. هلمت ۲٬۲۵۵٫۵۵ متر بالاتر از سطح دریا واقع شده‌است.